# らくラクびわこ
らくラクびわこは、西日本旅客鉄道（JR西日本）が米原駅 - 大阪駅間を東海道本線（琵琶湖線・JR京都線）経由で運行する特別急行列車（通勤特急）である。
本項では、かつて運行されていた「びわこエクスプレス」や「びわこライナー」についても記述する。

## 概要
本列車の前身は、座席定員制ホームライナーの「びわこライナー」である。これは、国鉄分割民営化からまもない1987年（昭和62年）から2003年（平成15年）まで、北陸本線の特急車両の間合い運用で、通勤客向けに東海道本線（琵琶湖線・JR京都線）の米原駅 - 大阪駅間で運行していたものであった。
その後、2003年（平成15年）6月1日のダイヤ改正で北陸方面の新型車両が増備され、本列車も車両を置き換えるとともに特急列車として運行することとなり、列車名は「びわこエクスプレス」に改められた。2024年（令和6年）3月16日からは、同じくアーバンネットワークを運行する通勤特急「らくラクはりま」「らくラクやまと」とサービス名を合わせる形で、列車名が「らくラクびわこ」となっている。
| 期間                    | 種別              | 名称               |
| ----------------------- | ----------------- | ------------------ |
| 1987/10/14 - 2003/05/31 | 普通              | びわこライナー     |
| 2003/06/01 - 2019/03/15 | 特急              | びわこエクスプレス |
| 2019/03/16 - 2024/03/15 | 特急 （通勤特急） | びわこエクスプレス |
| 2024/03/16 -            | 特急 （通勤特急） | らくラクびわこ     |

## 運行概況
2024年（令和6年）3月16日現在、朝に米原発大阪行きが1本、夕方に大阪発米原行きと大阪発草津行きが1本ずつの計3本が設定されている。いずれも平日のみの運転である。2014年（平成26年）3月15日のダイヤ改正以降、一貫してこのダイヤで運転されている。

### 停車駅
米原駅 - 彦根駅 - 近江八幡駅 - 野洲駅 - 守山駅 - 草津駅 - 南草津駅 - 石山駅 - 大津駅 - 山科駅 - 京都駅 - 新大阪駅 - 大阪駅
- 高槻駅と能登川駅を除く米原－大阪間の新快速停車駅に停車。前身の「びわこライナー」時代は能登川駅に停車。
- 4号は香住発大阪行き「はまかぜ」6号の車両をそのまま使用するが、車内点検と清掃を行うため一度ドアは閉められる（「はまかぜ」から「らくラクびわこ」へ引き続き乗車する場合も一度降車する必要がある）。

| 期間                    | 号数   | 米原駅 | 彦根駅 | 近江八幡駅 | 野洲駅 | 守山駅 | 草津駅 | 南草津駅 | 石山駅 | 大津駅 | 山科駅 | 京都駅 | 新大阪駅 | 大阪駅 |
| ----------------------- | ------ | ------ | ------ | ---------- | ------ | ------ | ------ | -------- | ------ | ------ | ------ | ------ | -------- | ------ |
| 1987/10/14 - 2004/10/15 |        | ●      | ●      | ●          | ●      | ●      | ●      | ─        | ●      | ●      | ─      | ●      | ●        | ●      |
| 2004/10/16 - 2014/03/14 |        | ●      | ●      | ●          | ●      | ●      | ●      | ─        | ●      | ●      | ●      | ●      | ●        | ●      |
| 2014/03/15 - 2021/03/12 | 1・4号 | ●      | ●      | ●          | ●      | ●      | ●      | ─        | ●      | ●      | ●      | ●      | ●        | ●      |
| 2014/03/15 - 2021/03/12 | 2号    |        |        |            |        |        | ●      | ←        | ●      | ●      | ●      | ●      | ●        | ●      |
| 2021/03/13 - 2024/03/15 | 1・4号 | ●      | ●      | ●          | ●      | ●      | ●      | ●        | ●      | ●      | ●      | ●      | ●        | ●      |
| 2021/03/13 - 2024/03/15 | 2号    |        |        |            |        |        | ●      | ●        | ●      | ●      | ●      | ●      | ●        | ●      |
| 2024/03/16 -            | 1・2号 | ●      | ●      | ●          | ●      | ●      | ●      | ●        | ●      | ●      | ●      | ●      | ●        | ●      |
| 2024/03/16 -            | 4号    |        |        |            |        |        | ●      | ●        | ●      | ●      | ●      | ●      | ●        | ●      |

### 使用車両
1号・2号には681系・683系電車6両編成（特定日は9両編成）が、4号にはキハ189系気動車3両編成（特定日は6両編成）が使用されている（いずれも吹田総合車両所京都支所所属）。いずれも全車指定席で、グリーン車は1・2号にのみ設定されている。かつては自由席も設定されていたが、2021年（令和3年）3月13日より全車指定席となった。

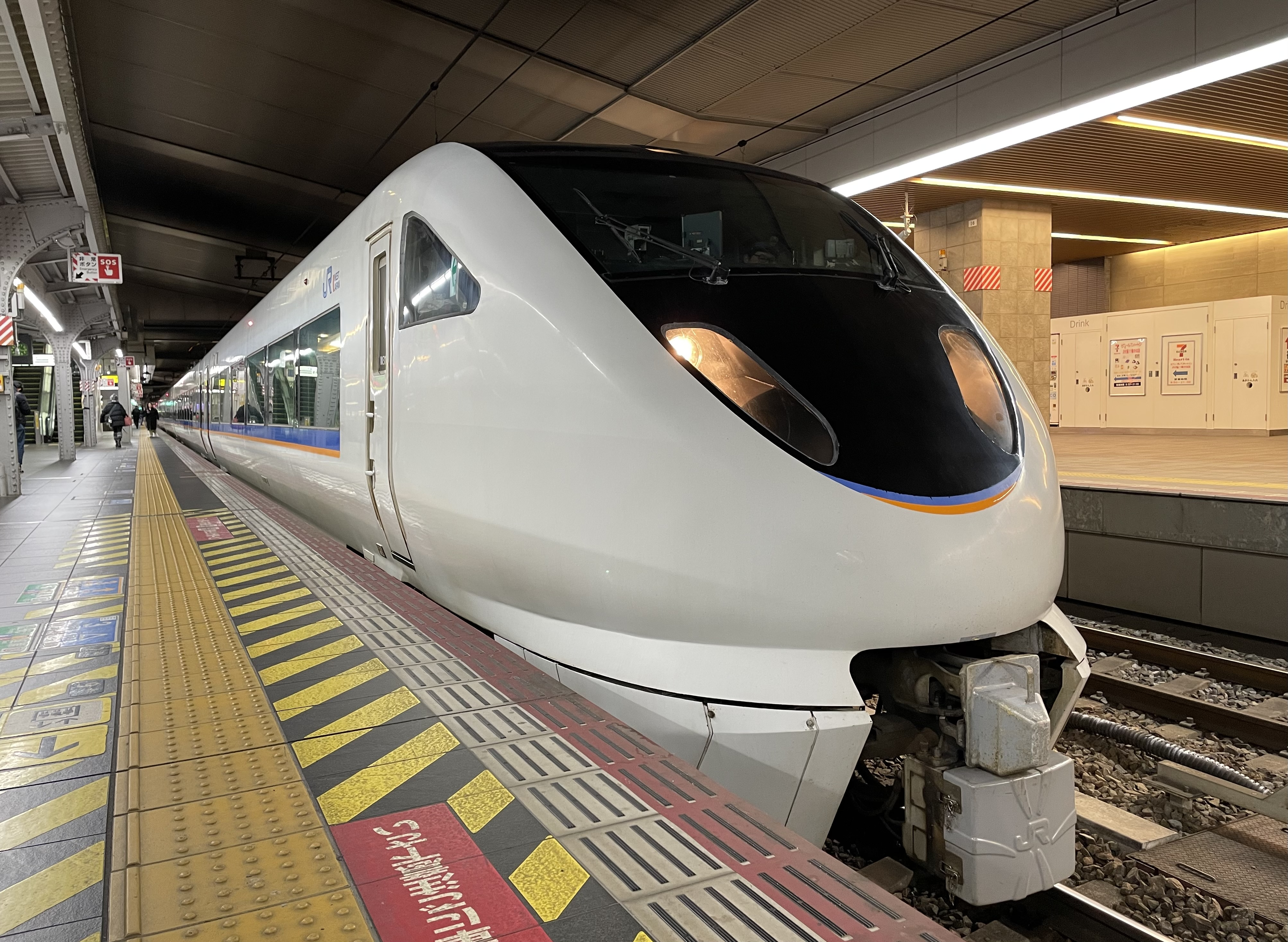
683系0番台非貫通型先頭車 （2024年12月27日 大阪駅）
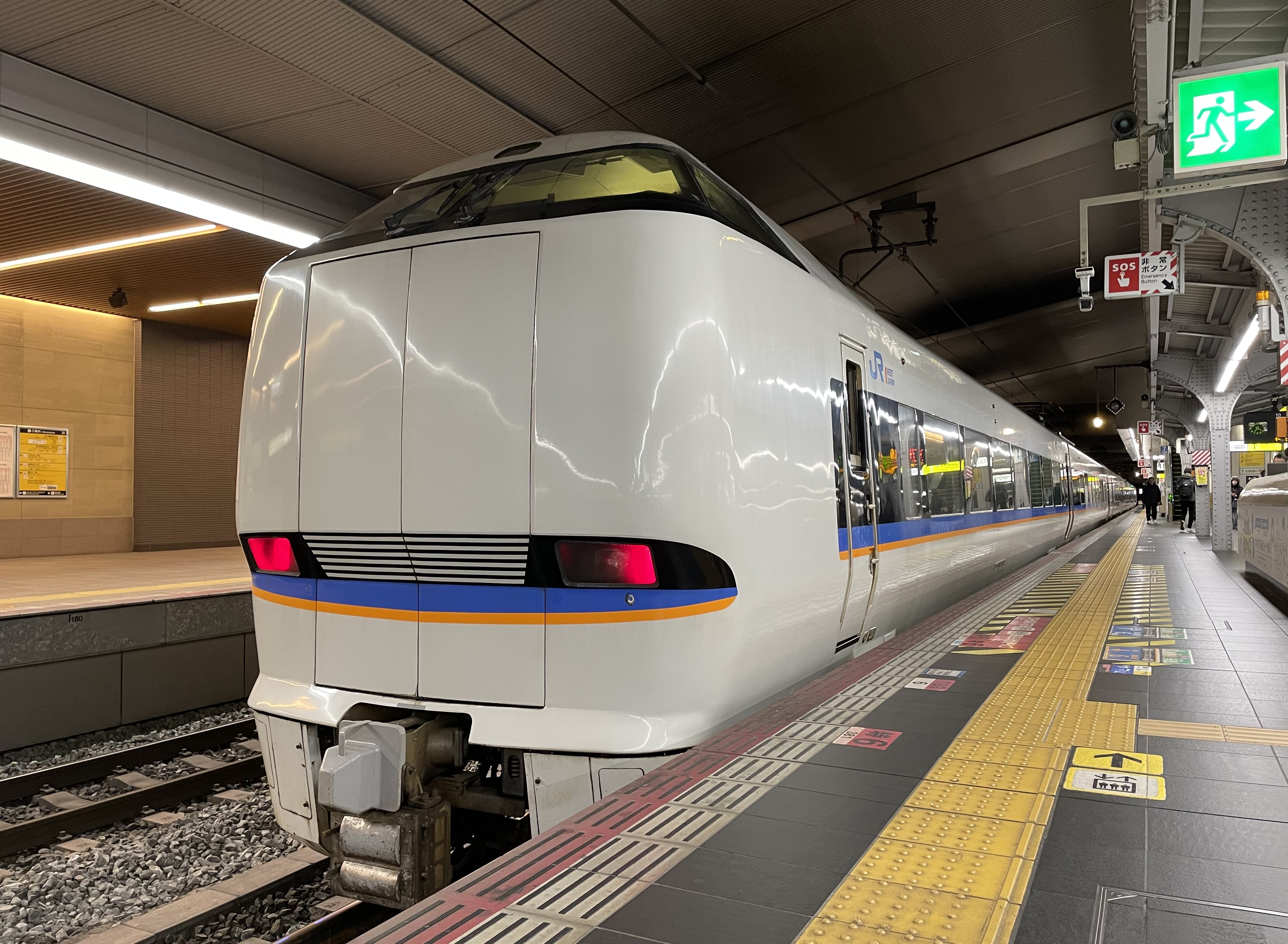
683系0番台貫通型先頭車 （2024年12月27日 大阪駅）
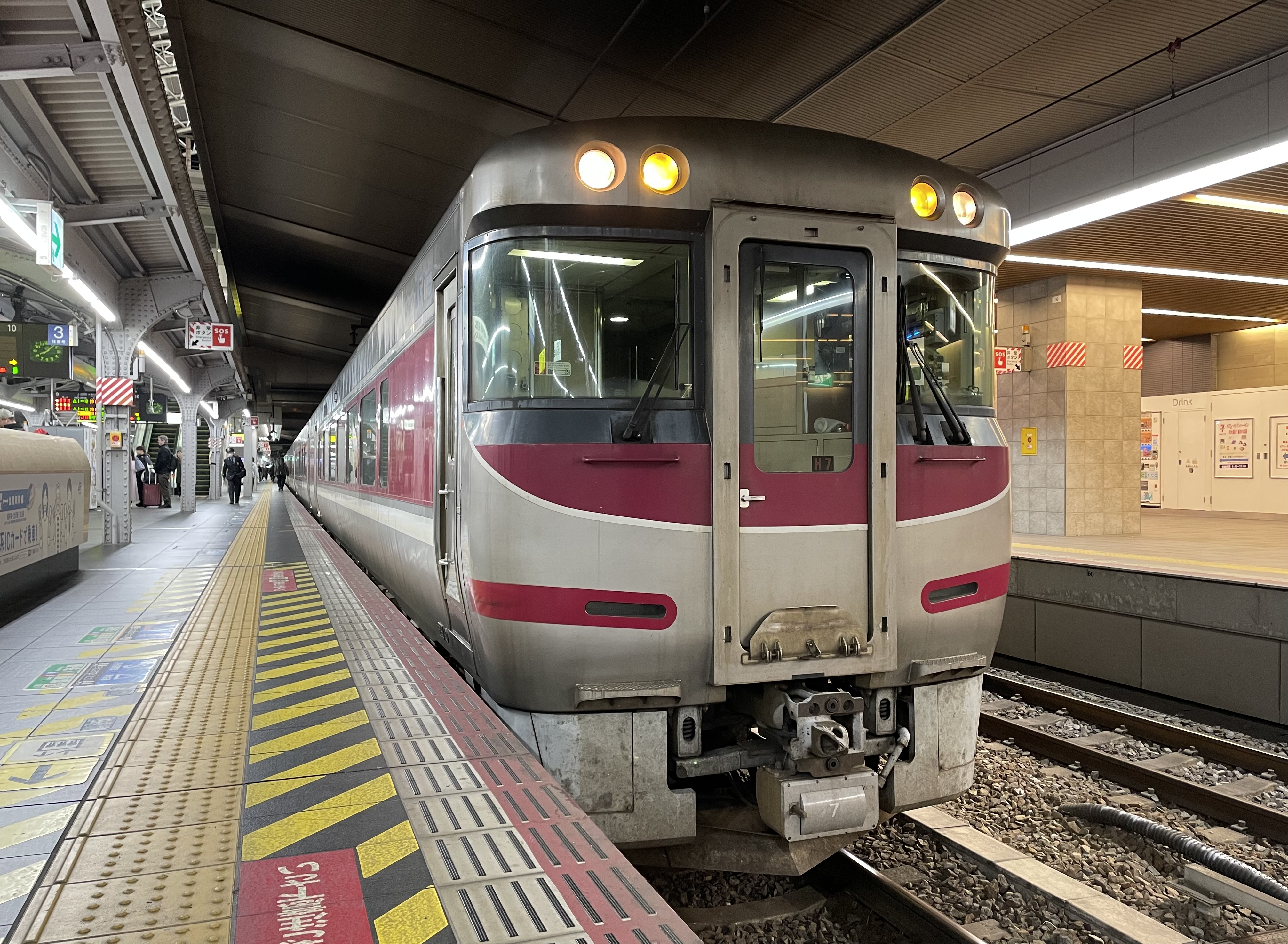
キハ189系 （2024年12月27日 大阪駅）
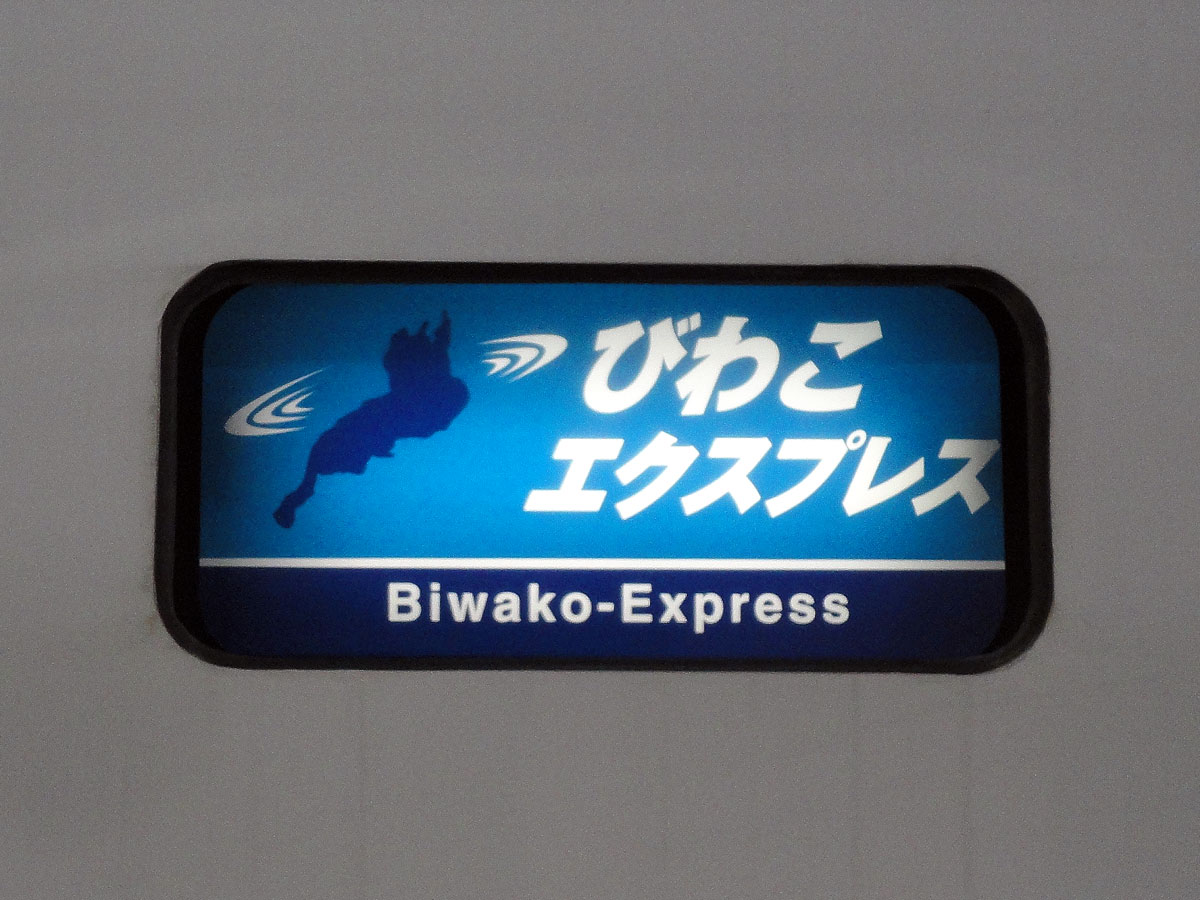
びわこエクスプレス愛称幕
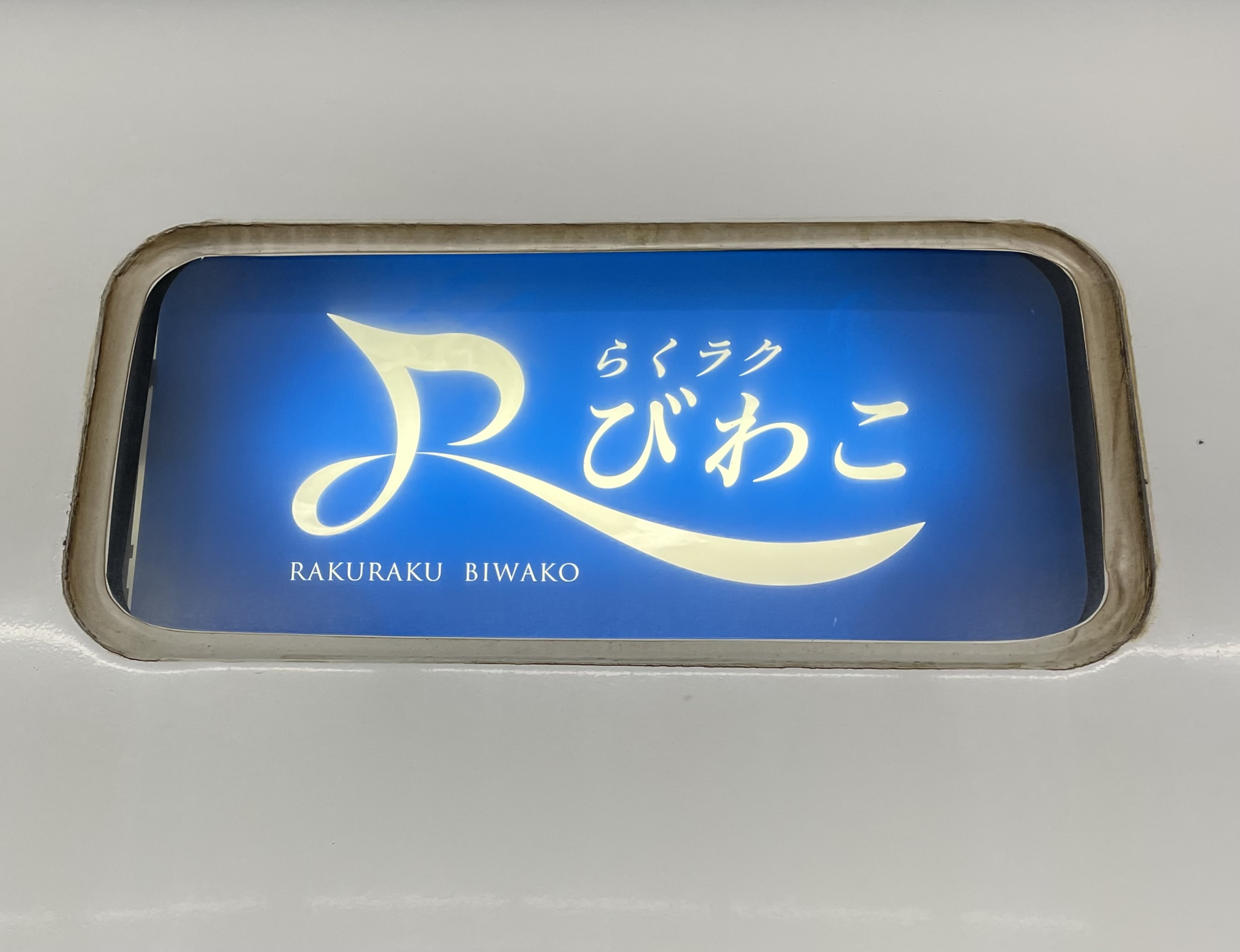
683系の愛称幕 （2024年12月27日 大阪駅）

「びわこライナー」の時代は特急「雷鳥」用の485系が用いられていたが、1995年から1997年までの間は運用上の関係で東日本旅客鉄道（JR東日本）の車両も使用されていた。

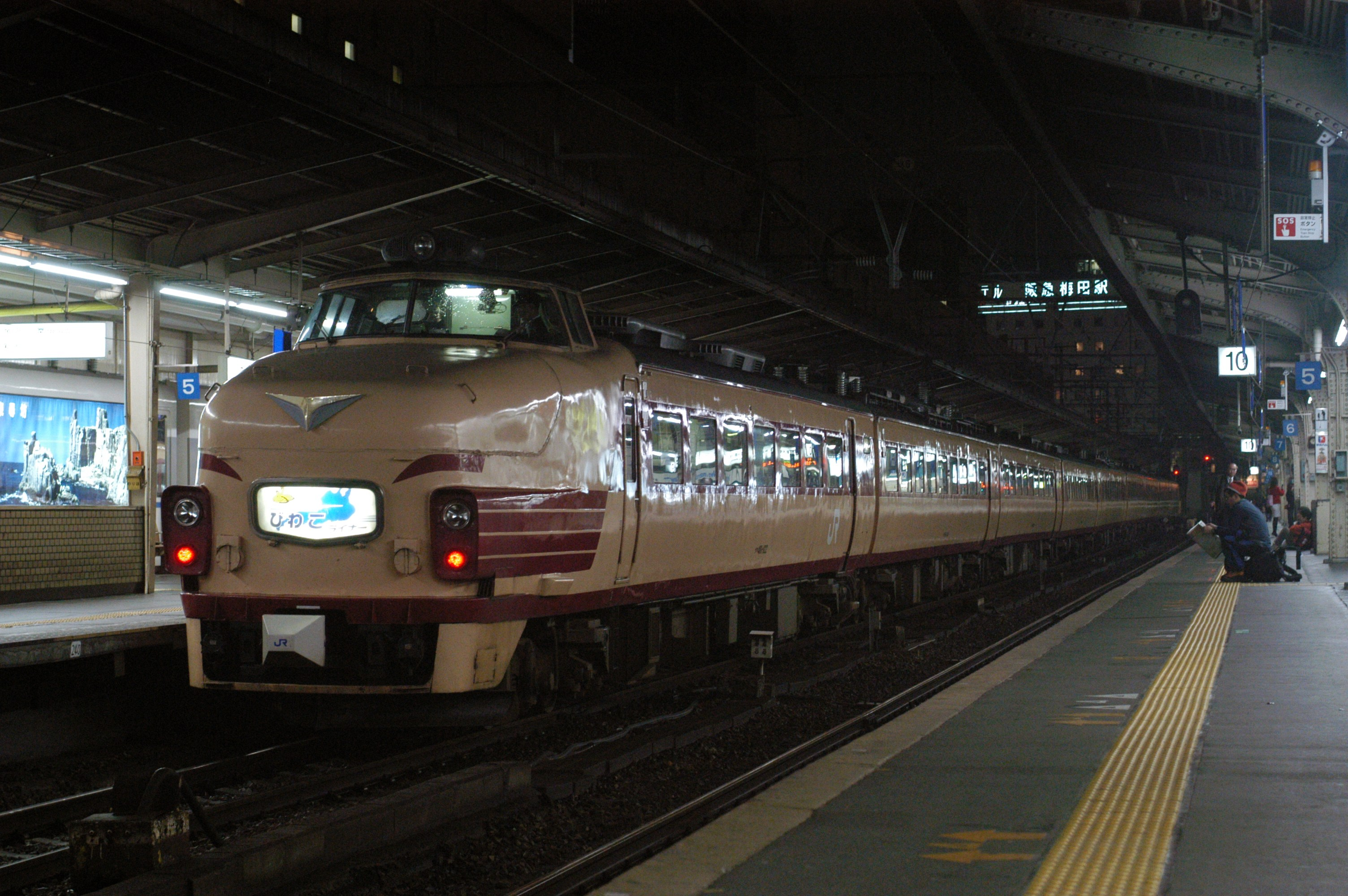
485系 （2003年4月11日 大阪駅）

## 沿革
- 1987年（昭和62年）10月14日：「びわこライナー」が運転開始[1]。
- 1988年（昭和63年）3月13日：「びわこライナー」が定期列車化[1]。
- 2003年（平成5年）6月1日：ダイヤ改正により「びわこライナー」が廃止され、特急「びわこエクスプレス」を新設（同日は日曜日のため、実際の運行開始は6月2日）[2]。「びわこライナー」停車駅の能登川駅と山科駅が通過となる。
- 2004年（平成16年）10月16日：山科駅が停車駅に追加される[6]。
- 2009年（平成21年）6月1日：全車禁煙化[10]。
- 2014年（平成26年）3月15日：キハ189系を使用して上り1本（草津行き）を増発。下り1本・上り2本（2号：草津行き、4号：米原行き）となる[5]。
- 2019年（平成31年）3月16日：列車の呼称として「通勤特急」の使用を開始[11]。
- 2020年（令和2年）10月5日：1・4号の指定席を拡大。
- 2021年（令和3年）3月13日：南草津駅が停車駅に追加され[7]、全車指定席化[12]。
- 2024年（令和6年）3月16日：ダイヤ改正により、列車名を「らくラクびわこ」に改称（同日は土曜日のため、改称後の初運行は3月18日）。夜の米原行き4号の運行時刻を大幅に繰り上げ、2号に変更[3]。大阪駅 - 米原駅間で運転する列車の使用車両を「しらさぎ」用の681系・683系に変更。